# Össjö gård
Össjö gård (dansk: Øssjø gård) er en herregård i Ängelholms kommun i Skåne, Sverige.
Össjö gård ejedes i 1500-tallet af adelsslægten Krabbe, senere bl.a. af slægterne Tornérhielm og Berch. Nuværende ejer er Hugo Berch.
Hovedbygningen er på to etager i empire opført af Adolf Fredrik Tornérhielm 1814-15.
Godsets areal er 1.400 ha og omfatter både land- og skovbrug.